# Франсуа де Сурдіс
Кардинал Франсуа де Суріс (25 жовтня 1574, Пуату — 8 лютого 1628, Бордо) — французький Католицький священник, єпископ та кардинал. Народився 25 жовтня 1574 у Шатійон-сюр-Сен. Помер 8 лютого 1628 року.